# Melissa Hayden

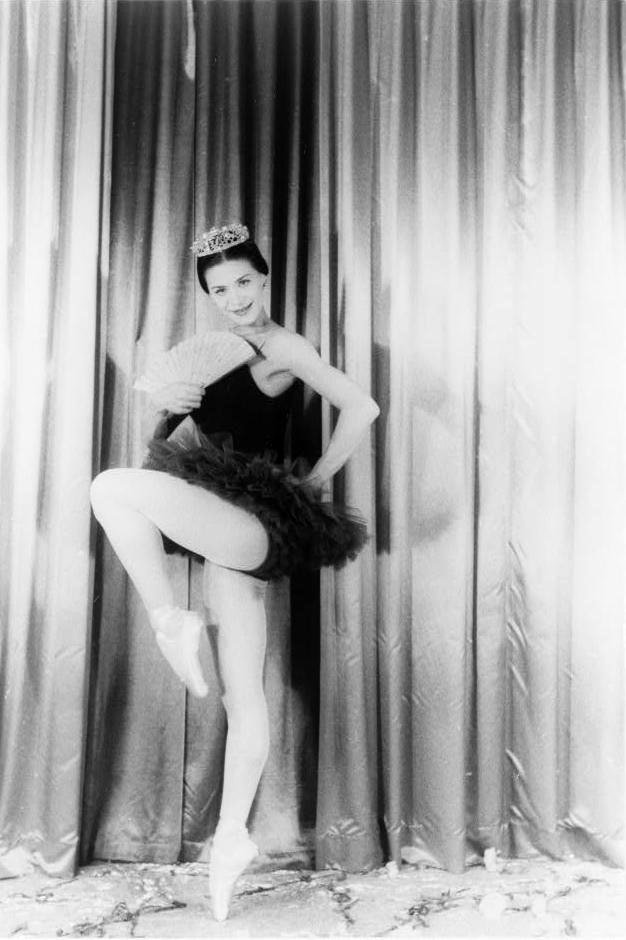
Melissa Hayden 1956. Foto: Carl Van Vechten

Melissa Hayden, egentligen Mildred Herman, född 25 april 1923 i Toronto, Kanada, död 9 augusti 2006 i Winston-Salem, North Carolina, USA, var en kanadensisk ballerina. Hon var verksam vid New York City Ballet från 1950 till 1973.
Hayden dansade i drygt 60 baletter, de flesta med koreografi av George Balanchine.